# 181419 Dragonera
181419 Dragonera è un asteroide della fascia principale. Scoperto nel 2006, presenta un'orbita caratterizzata da un semiasse maggiore pari a 2,7057226 UA e da un'eccentricità di 0,2261990, inclinata di 9,79459° rispetto all'eclittica.
L'asteroide è dedicato all'isolotto di Dragonera, nelle Baleari.